# Te Awa-o-Tū / Thompson Sound
Der Te Awa-o-Tū / Thompson Sound ist ein als Fjord zu bezeichnender Meeresarm auf der Südinsel von Neuseeland.

## Geographie
Der rund 19,7 km lange Te Awa-o-Tū / Thompson Sound befindet sich rund 58 km westnordwestlich von Te Anau an dem südwestlichen Teil der Westküste der Südinsel. Der Sound, der durch das Festland der Region Fiordland und der Insel Secretary Island gebildet wird, besitzt eine Küstenlänge von rund 46 km, misst an seiner breitesten Stelle rund 1,9 km und verfügt über zwei Eingänge, dem rund 1,32 km seeseitigen Eingang zur Tasmansee und dem rund 2,13 km Eingang zum Pendulo Reach hin, mit dem Übergang zum Kaikiekie / Bradshaw Sound. Die den Sound umgebenden Berge erheben sich bis auf über 1200 m Höhe.
Der Te Awa-o-Tū / Thompson Sound erstreckt sich über eine Fläche von 28,4 km² und misst an seiner tiefsten Stelle 336 m. Das Wassereinzugsgebiet des Sound umfasst eine Fläche von 152 km².
Rund 3 km südwestlich befindet sich der Doubtful Sound/Patea und rund 7 km nordöstlich der Hinenui / Nancy Sound.

## Geologie
Der Te Awa-o-Tū / Thompson Sound ist im klassischen Sinne ein Fjord, der wie alle Fjorde im Südwesten der Südinsel auch, einerseits durch Gletscherbewegungen der letzten Kaltzeit entstanden ist und andererseits durch die Überflutung des Tals durch den ansteigenden Meeresspiegel gebildet wurde. Die Bezeichnung Sound kam durch die ersten europäischen Siedler und Seefahrer, die zahlreiche Täler in der Region Fiordland als Sounds bezeichneten, eine Benennung, die eigentlich nur für die von der Seeseite her geflutete Flusstäler verwendet wird, so wie die Sounds in den Marlborough Sounds im Norden der Südinsel. Die Seefahrer, zumeist englischer oder walisischer Herkunft, kannten von ihrer Heimat her keine Fjorde und so verwendeten sie für die Meeresarme die ihnen bekannten Bezeichnungen, die später auch nicht mehr korrigiert wurden.

## Thompson Sound-Erdbeben
Am 1. November 2000 fand in der Region Fiordland ein Erdbeben statt, das sein Epizentrum 3,5 km nordöstlich des seeseitigen Eingangs vom Te Awa-o-Tū / Thompson Sound hatte und deshalb als Thompson Sound-Erdbeben bezeichnet wurde. Es wies eine Stärke von 6,1 MW auf und war zu der Zeit das letzte stärkere Erdbeben einer Serie in der Region, die 1988 mit einem Erdbeben der Stärke 6,7 MW in der Gegend um Te Anau begann. Es folgten, abgesehen von zahlreichen kleineren Beben, Erdbeben im Doubtful Sound/Patea mit der Stärke von 6,4 MW, auf Secretary Island mit einer Stärke von 6,8 MW und das Thompson Sound-Erdbeben. Alle diese Beben lagen direkt auf der Linie der Alpine Fault, einer Verwerfung, die durch das Aufeinandertreffen der Pazifischen Platte auf die Australische Platte entstanden ist und entlang dieser zahlreiche Erdbeben in der Region entstehen.